# Laboratoire régional des ponts et chaussées d'Angers
Le Laboratoire régional des ponts et chaussées d'Angers (LRPCA), créé en 1952, est une division du Centre d'études techniques de l'équipement de l'Ouest (CETE Ouest), lui-même service déconcentré du ministère de l'Écologie, de l'Énergie, du Développement durable et de la Mer (MEEDDM). Le CETE ouest fait partie du Réseau scientifique et technique (RST), constitué des services centraux du MEEDDAT : SETRA , LCPC, CERTU, CETMEF...
Le centre d'études et d'expertise sur les risques, l'environnement, la mobilité et l'aménagement (Cerema) a été créé le 1er janvier 2014 pour remplacer les organisations précédentes.

## Présentation
Fournisseur de prestations d’études et contrôles en génie civil pour les services de l’État, des collectivités territoriales, des sociétés d’autoroute et le secteur privé, le LRPC d’Angers est aussi un organisme de recherche travaillant principalement en :
- Environnement-Risques naturels-Géotechnique
- Caractéristiques des Matériaux de Chaussées
- Gestion des patrimoines d'Ouvrages d'Art
- Exploitation et Sécurité Routières
- Bâtiment et thermique.